# Hans-Jörg Kapp
Hans-Jörg Kapp (* 26. Dezember 1964 in Stuttgart) ist ein deutscher Regisseur, Autor und Hochschullehrer.

## Leben
Hans-Jörg Kapp studierte Musiktheaterregie an der Hochschule für Musik und Theater Hamburg sowie Visuelle Kommunikation an der HfbK Hamburg. 1995 inszenierte er die deutsche Erstaufführung von John Cages Musiktheater Europera 5 als Regie-Abschlussproduktion in den Zeise-Hallen in Hamburg. Aus dem Inszenierungsteam, zu dem u. a. der Komponist Jochen Neurath sowie die Sängerin Ulrike Bartusch gehörten, etablierte sich ab 1997 die Freie Gruppe opera silens in Hamburg, deren Ästhetik wesentlich durch den Bühnenbildner Christian Wiehle, die Tänzerin Wobine Bosch und den Dramaturgen Torsten Beyer geprägt wurde. Weitere Inszenierungen entstanden für die Münchener Biennale, für das Musikfest Hamburg, sowie für das Festival Eclat. Unter dem Alias Hans Helle erarbeitet Hans-Jörg Kapp seit 2011 Filmprojekte. In Kooperation mit dem Neurologen Alexander Münchau entstehen unter dem Label  Agentur für Überschüsse neurologisch-performative Inszenierungen und Performances, die oft in Zusammenarbeit mit dem Tourette-Betroffenen Daniel Weber erarbeitet werden.
2014 initiierte Hans-Jörg Kapp mit Frank Düwel die Musiktheater-Förderplattform Stimme X, die am Hamburger Lichthof Theater beheimatet ist. Im Jahr 2021 hat sich Stimme X zu einer Förderplattform für das zeitgenössische Musiktheater im Norden gewandelt, die derzeit von Vendula Nováková und Hans-Jörg Kapp kuratiert wird. Hans-Jörg Kapp ist Gründungsmitglied des Hamburger Dachverbands für Freie darstellende Künste Hamburg e.V. sowie Mitglied im Filmschaffenden-Netzwerk Abbildungszentrum.
Hans-Jörg Kapp ist seit 2003 Dozent an der HAW Hamburg und unterrichtete zwischen 2005 und 2009 im Studiengang Musiktheaterregie der Theaterakademie Hamburg. Seit 2010 ist Hans-Jörg Kapp Professor für Regie und Dramaturgie im Studiengang Szenografie Kostüm Experimentelle Gestaltung an der Hochschule Hannover. Von 2015 bis 2020 war er ebenfalls als Professor für Storytelling im Studiengang Visuelle Kommunikation der Hochschule Hannover tätig.

## Produktionen (Auswahl)
- Gunshot-Katas, Festival Junge Hunde, Kampnagel 1996
- Amnesie International – asynchrone Oper nach Erik Satie, opera stabile 1999
- acqua acqua acqua acqua nach Claudio Monteverdi, Kampnagel 2001
- see my songs – Musiktheater von Stefanie Wilhelm und opera silens nach Musik von Vadim Karassikov und Jochen Neurath, Galionsfigurensaal im Altonaer Museum, 2006
- gehen gehen gehen – Musiktheater nach Thomas Bernhard mit Musik von Fredrik Schwenk, Forum der HfMT, 2008
- Neurovisions – eine gesamteuropäische Touretterie, mit Daniel Weber, Frauke Aulbert und Nadine Nollau, Kampnagel 2010[8]
- Josefine singt – (k)ein Liederabend nach Franz Kafka, mit Frauke Aulbert, nach Wolfgang von Schweinitz, Kampnagel, 2011
- Das Theater der infamen Menschen, Theaterprojekt der Agentur für Überschüsse nach Michel Foucault, Theater Combinale, Lübeck 2014[9]
- Konkrete Wunder – Musiktheater nach Athanasius Kircher, Koproduktion von Ensemble DieOrdnungDerDinge mit Kapp/Wiehle, Villa Elisabeth, Berlin 2021[10]
- Aus der Kälte - Winterabend mit Materialhaufen von Uwe Rasch und Team Rastaka nach Franz Schubert, Kraftwerk Bille, 2022[11]

## Auszeichnungen
- Auswahl der opera-silens-Musiktheaterproduktion Josefine singt – (k)ein Liederabend nach Franz Kafka 2012 im Wettbewerb "Music Theatre NOW" des ITI Germany.[12]
- Prädikat besonders wertvoll der FBW für den Kurzfilm Nicht mein Ding, mit Peter Jordan, Samantha Viana und Joachim Kappl, Kamera: Thomas Oswald, Rainville & Oswald Film, 2010.[13]

## Publikationen (Auswahl)
- Motion Picture Design – das Buch zur emotionalen Filmgestaltung für Einsteiger und Profis, Hanser-Fachbuch, München, 2. Aufl. 2024, ISBN 978-3-446-47980-7[14]
- Widerspenstiges Design – gestalterische Praxis und gesellschaftliche Verantwortung, Hrsg. gemeinsam mit Friedrich Weltzien, Reimer, Berlin, ISBN 978-3-496-01583-3[15]
- „Unmarkierte Übergänge und episodische Driften: Boyhood von Richard Linklater“ in: Schach, Annika: Storytelling – Geschichten in Text, Bild und Film, Springer Gabler, Wiesbaden 2017, ISBN 978-3-658-15231-4
- "Vom Bestellen lokaler Klangfelder – Freies Musiktheater im deutschsprachigen Raum", in: Mittelstädt, Eckhard & Pinto, Alexander (Hrsg.): Die Freien Darstellenden Künste in Deutschland, Transcript, Bielefeld 2014, ISBN 978-3-8376-1853-2[16]
- Dialog über La Règle du Jeu von Jean Renoir, in Zusammenarbeit mit Robert Bramkamp in: Filmwärts, Hannover 1992.
- Musik, Zeit und anderes – über Peter Greenaway und Michael Nyman in: Filmwärts, Hannover 1991.